# Cláusula de acción colectiva
La cláusula de acción colectiva (CAC) permite a una supermayoría de bonistas para acordar una reestructuración de la deuda que es jurídicamente vinculante para todos los tenedores de bonos, incluyendo a los que votan en contra de la reestructuración. Los tenedores de bonos en general se opusieron a este tipo de cláusulas en los años 1980 y 1990, por temor a que se le daba a los deudores demasiado poder. Sin embargo, a raíz del cese de pagos de Argentina de su deuda en diciembre de 2001 en el que sus bonos perdieron 70% de su valor, las CAC se han convertido en algo mucho más común, ya que son ahora vistos como potencialmente como un amparo contra una acción más drástica, pero que permite una más fácil coordinación de los tenedores de bonos.
Durante la crisis financiera de 2011-12, el gobierno griego impuso, con el apoyo del FMI y del BCE, un CAC retroactivo con un umbral de 75% Esto afecto el 90% de los bonos, que se emitieron bajo la jurisdicción de los tribunales griegos. El 9 de mayo de 2012, se obtuvo la supermayoría necesaria, con el 85,8% de los bonos de derecho interno licitados a favor. El inversionista Bill Gross dijo que "La santidad de sus contratos, sin duda ha disminuido. Los tenedores de bonos tienen esto para mirar hacia adelante en el futuro," mientras que el ministro francés de finanzas celebró el acuerdo. En el intercambio, los inversores recibirán nuevos bonos con un valor nominal de 31,5 por ciento de los antiguos junto con notas de la EFSF. La nueva deuda se rige por el Derecho Inglés y vienen con órdenes que pueden proporcionar un ingreso extra en años si el crecimiento económico griego supera los umbrales.
De conformidad con el tratado constitutivo del Mecanismo Europeo de Estabilidad, todos los bonos emitidos por los Estados miembros de la eurozona con vencimientos superiores a un año, emitidos después del 1 de enero de 2013, tienen una cláusula de acción colectiva obligatoria.

## Recepción de la CAC en las leyes
Muchos otros estados han tomado la CAC en su legislación financiera, por lo que se pueden implementar para responder a ellas. A partir de enero de 2013 en el Tratado del ESM se incluyen en todos los bonos del gobierno de los Estados miembros de la UE en virtud del artículo 12 párr 3. Se incluirá una cláusula de reprogramación del tratado ESM estandarizado, idénticos.  Ellos serán compatibles con las leyes de Estados Unidos de América y el inglés.